# Takasaari (ö i Birkaland)
Takasaari är en ö i Finland. Den ligger i sjön Längelmävesi och i kommunen Orivesi i den ekonomiska regionen Tammerfors och landskapet Birkaland, i den södra delen av landet, 160 km norr om huvudstaden Helsingfors. Öns area är 2,4 hektar och dess största längd är 350 meter i öst-västlig riktning.